# Valdemar Birgersson
Pour les articles homonymes, voir Valdemar et Birgersson.
Valdemar Ier, né en 1239 et mort le 26 décembre 1302 au château de Nyköping (Suède), est roi de Suède de 1250 à 1275. 

## Origine
Valdemar Birgersson est le fils aîné du Jarl Birger Magnusson et d'Ingeborg († 1254), la sœur du roi Erik Eriksson. Après la mort de ce dernier, le 2 février 1250, le conseil royal, sous l'influence du puissant aristocrate Joar Blå (c'est-à-dire le Bleu), le choisit comme roi malgré son jeune âge au détriment de son père, et il est élu dès le 10 février suivant et couronné à Linköping en 1251. Il est alors âgé de 12 ans et son père le Jarl Birger assura en fait la régence et le gouvernement effectif du pays jusqu'à sa mort le 21 octobre 1266.

## Règne

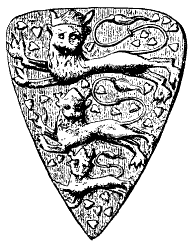
Sceau de Valdemar.

Le roi épousé vers 1260 Sofia, la 3e fille d'Éric Plogpenning de Danemark et de Jutte de Saxe, dont il a cinq filles et un fils en 1272, Erik Valdemarsson. L'année de cette naissance, le roi reçoit en Suède Jutta, la sœur de son épouse, une ancienne religieuse qui devient sa maîtresse et qui se retrouve elle aussi enceinte (1274-1275).  
Les trois frères du roi — Magnus, Erik et Bengt — attisent l'émotion soulevée dans le pays par la conduite privée scandaleuse du roi. Le pape Grégoire X demande que la religieuse intègre un couvent suédois et Valdemar Ier doit s'engager à faire un pèlerinage à Rome en 1275. Son frère cadet Magnus Ladulas met à profit la situation pour le détrôner. Les forces du roi sont vaincues le 15 juin 1275 dans le Västergötland et Valdemar doit renoncer au trône le 22 juillet de la même année.
La reine Sofia retourne au Danemark, où elle meurt en 1286. L'ex-roi Valdemar obtient dans un premier temps le Götaland avant d'en être privé en 1277 par son frère puis emprisonné « sans fer ni chaine » en 1288 dans la forteresse de Nyköping à la fin du règne de Magnus III, afin qu'il ne revendique pas la couronne. Il survit à Magnus et ne meurt que le 26 décembre 1302[réf. nécessaire].

## Union et postérité
De son mariage avec Sofia de Danemark sont issus :
- Érik (1272-1330) ;
- Ingeburge † 1293, qui épouse le comte Gérard II de Holstein-Plön : ils sont des ancêtres de Christian VII d'Oldenbourg, roi de Danemark (1448 : Christian Ier), de Norvège (1450) et de Suède (1457) ; il descend aussi de Magnus III, le frère cadet de Valdemar Ier, et de son fils Erik Magnusson ;
- Catherine † 1283 ;
- Richezza, épouse en 1289 Przemysl II roi de Pologne ;
- Marine, épouse en 1285 Rudolf de Diepolt ;
- Marguerite, nonne à Skänninge.

## Dans la littérature
La vie et le règne de Valdemar constitue l'argument de l'écrivain suédois Verner von Heidenstam, L'Héritage des Bjälbo (Bjälboarvet, 1907)[réf. nécessaire].

## Sources
- Notices d'autorité :   - VIAF
  - ISNI
  - LCCN
  - GND
  - Pologne
  - Suède
  - WorldCat
- Ingvar Andersson, Histoire de la Suède… des origines à nos jours, Éditions Horvath, Roanne, 1973.
- (en) Philip Line Kingship and state formation in Sweden, 1130-1290 Library of Congres 2007  (ISBN 9789004155787).
- Lucien Musset, Les Peuples scandinaves au Moyen Âge, Paris, Presses universitaires de France, 1951, 342 p., in-8o (OCLC 3005644)
- Ragnar Svanström et Carl Fredrik Palmstierna (trad. Lucien Maury), Histoire de la Suède, Paris, Stock, 1944, 384 p. (OCLC 5973713).
- Corinne Péneau, Erikskrönika, Paris, Publications de la Sorbonne, 2005, 258 p. (ISBN 978-2-85944-524-9 et 2-85944-524-2, OCLC 60760032, lire en ligne).